# Jetix
Jetix byla dětská televizní stanice vysílající po celém světě. Vlastníkem je americká společnost The Walt Disney Company. Stanice vznikla 1. ledna 2005 z televize Fox Kids. V České republice jsou vysílány animované a hrané seriály v českém znění. Na podzim 19. září 2009 se v ČR Jetix změnil na Disney Channel.

## Jetix Europe
Všech 14 televizních kanálů spadajících pod Jetix Europe poskytuje kombinaci zábavy a akce pro děti ve věku od 6 do 14 let, celkem v 58 zemích a 19 jazycích, až do 52 milionů domácností. Navíc provozuje společnost také GXT, placený televizní kanál pro náctileté chlapce v Itálii.
Jetix Europe je součástí celosvětové aliance zábavných pořadů pro děti, která byla vytvořena společnostmi Jetix Europe a Walt Disney Company v roce 2004. Distribuci vysílání kanálu Jetix v Evropě a na Středním východě a jejich programovou skladbu pro neplacené televizní společnosti zajišťuje Disney-ABC-ESPN Television.

## Rozdělení společnosti
TV Jetix je rozdělena na menší celky podle zemí, ve kterých vysílá:
- Jetix Brazílie
- Jetix Česko, Maďarsko a Slovensko (nyní Disney Channel)
- Jetix Francie (nyní Disney XD)
- Jetix Indie (nyní Disney Channel)
- Jetix Itálie (nyní Disney XD)
- Jetix Izrael (nyní Disney XD)
- Jetix Japonsko (nyní Disney XD)
- Jetix Kanada (nyní Disney XD)
- Jetix Latinská Amerika (nyní Disney XD)
- Jetix Německo (nyní Disney XD)
- Jetix Nizozemsko (nyní Disney XD)
- Jetix Polsko (nyní Disney XD)
- Jetix Rumunsko a Bulharsko (nyní Disney Channel)
- Jetix Řecko
- Jetix Skandinávie
- Jetix Spojené státy americké
- Jetix Španělsko (nyní Disney XD)
- Jetix Turecko a Blízký východ
- Jetix Velká Británie a Irsko (nyní Disney XD)
- Jetix Rusko (nyní Disney Channel)

## Vysílací doba
Vysílací doba Jetixu byla rozdělená na tři části: Jetix Play, Jetix a Jetix Max.
Jetix Play vysílal v ranních hodinách od 00:00 do 08:00, Jetix vysílal od 08:00 do 20:00 a Jetix Max od 20:00 do 00:00.
Poslední seriál, který byl na Jetixu odvysílán byl LazyTown (05:35–06:00).

## Seriály na Jetixu
| - ...A je to! - A.T.O.M. - Au Pair - Americký drak - Bionicle - Bobkův svět - Bulva Meloun - Camp Rock - Casper a Wendy - Co je Andy? - Denis, postrach okolí - Diabolik - Divoký pirát Jack - Fantastická čtyřka - Galactik footbal - H2O: Stačí přidat vodu - Hannah Montana - High School Musical (Muzikál ze střední) - High School Musical 2 (Muzikál ze střední 2) - Herbie - Iggy Arbuckle - Inspektor Šikula - Iron Man - Jim Button - Jimmy Cool - Kapitán Flamengo - Kid vs. Kat | - Kim Possible - Klíšťák - Kocour Kliff - Kocour Raplík - Kouzelníci z Waverly - Král šamanů - Lazy Town - Lví král - Magi Nation - Městská škodná - Monster Warriors - Monster Buster Club - Naruto - Nový Spiderman - OBAN - Nebeské lodě - Ó, Baby - Oggy a švábi - Oliwer Twist - Pekola - Phineas a Ferb - Pinokio - Pokémon - Pokémon: Bojová dimenze - Power Rangers: Síla strážců - Power Rangers: Operace Overdrive - Pozor zlý pes - Princezna Sissi | - Příšerky na farmě - Pucca - Questův svět - Robobrouk - Shuriken School - So Little Time - SONIC X - Super Robot Monkey Team Hyperforce Go! - Spider-Man - Správná parta - Šikula a šikulové - Tajné spisy psů - vyzvědačů - Team Galaxy - Temná věštba - Totally Spies - Špiónky - Tři kamarádi a Jerry - Třída číslo 402 - Tutenstein - W.I.T.C.H. - Wunschpunsch - X-Men - Yin Yang Yo! - Závody Nascar - Zvídavá rodinka - Život s Louiem |